# クメール・ルージュ
クメール・ルージュ（クメール語: ខ្មែរក្រហម, ラテン文字転写: Khmae Krɑ-hɑɑm、フランス語: Les Khmers rouges、ベトナム語: Khmer Đỏ、中国語: 紅色高棉あるいは赤柬）とは、かつて存在したカンボジアの政治勢力、および武装組織の俗称。
「クメール・ルージュ」（赤色のクメール）という俗称はノロドム・シハヌーク時代、反サンクムの極左過激派を指してシハヌークがつけた呼称である。その後、カンボジア内戦でカンプチア共産党を初めとする諸政党を粛清したポル・ポトが率いる派閥と同義語となった。他の派閥との類似や混同・混乱を避けるためにポル・ポト派とも呼ばれる。

## 概要
1953年に国王ノロドム・シハヌークの元でカンボジアが独立すると、クメール・ルージュは反政府闘争を開始した。1960年代、ベトナム戦争により国内は不安定となったものの、シハヌーク政権時代には爆撃・内戦は局地的に留まり、食糧は輸出するほど豊富で大量の難民も発生していなかった。この時期のクメール・ルージュはまだ弱小勢力だった。1967年4月にはバタンバン州のサムロートで、政府による余剰米強制的安値買い付けに反対する農民と地元政府の間で衝突が起こった。1965年頃からカンボジアの余剰米の少なくとも4分の1余りが北ベトナムとベトコンに買い上げられていたが、その買い付け値は政府によるものよりも高かった。サムロート周辺の掃討作戦は数ヶ月間続き、左右の衝突が増えて政情は不安定になった。
1970年、アメリカのニクソン政権に支持されたロン・ノルのクーデターで王政が廃された直後、アメリカ軍と南ベトナム軍がホーチミンルートの南ベトナム解放民族戦線を追撃するためカンボジア領内に侵攻。さらにこれまで局地的であったアメリカ軍の空爆は人口密集地域を含むカンボジア全域に拡大され、空爆開始から一年半の間に200万人が国内避難民化した。特に東部は人口が集中する都市部なども重点的に爆撃を受けた。この事態を受けてシハヌークは亡命先の北京でカンプチア王国民族連合政府を結成、中国共産党の後押しで反ロン・ノル諸派の統一戦線を呼びかけた。1970年3月末にはコンポンチャムでシハヌーク支持者による暴動が起きたが、武力鎮圧された。当時の州知事によればこの地域だけで2-3万人の農民が共産主義に感化された。その他タケオ・スヴァイリエン、カンダルなど各州の州都で同様の蜂起が起こるも、武力で鎮圧された。
1973年1月にパリでベトナム和平協定が調印され、アメリカ軍がベトナムから撤退する。
クメール・ルージュが勢力を伸張させてカンボジア内戦に勝利した背景には、腐敗したロン・ノル政権により追放されたシハヌークがクメール・ルージュ側に味方したことで国王を慕う尊王的な農民層がクメール・ルージュを支持するようになったこと、当時ウィリアム・ウェストモーランド将軍率いるアメリカ軍による爆撃（投下総量は第二次世界大戦で日本に投下したものの3倍）で数十万の農民や農業インフラが犠牲になりカンボジアの田園風景が一面焦土と化したことへの反米感情が挙げられている。1969年のカンボジアの食糧生産は耕作面積249万ヘクタールを有し米23万トンを輸出していたが、耕作面積が5万ヘクタールに激減した1974年には28万2000トンの米を輸入し、米価は1971年の10リアルから1975年の340リアルにまで急騰した。1971年アメリカ会計監査院の視察団はカンボジアの深刻な食糧不足を報告している。こうした状況のなか、都市部はアメリカからの食糧援助で食いつなぐことができたが、援助の行き渡らない農村部では大規模な飢餓の危機が進行しつつあった。
クメール・ルージュは、民主カンプチアの指導者となったポル・ポトの理想実現とその独裁体制や大量虐殺行為を支えた。ベトナム軍の侵攻による民主カンプチアの崩壊後、国際連合で中国とアメリカや日本などから支持を得て亡命政府を樹立し、カンプチア人民共和国に対して地下活動で戦闘を行った。東西冷戦終結後、ベトナム軍がカンボジアから撤退したのちに国連の監視下で行われた選挙も拒否した。シハヌークによる王政復古後もカンボジアの辺境で孤立し続けたが、クメール・ルージュの残党は最終的に王国政府に投降した。カンボジア政府と国連が協力するカンボジア特別法廷が開かれ、ポル・ポトとその一派は人道に対する罪で裁かれることとなった。
クメール・ルージュのイデオロギーは、ヨーロッパ列強撤退後の反植民地主義的なナショナリズムと極端な毛沢東思想を組み合わせたものである。党の指導層は、1950年代のフランスの大学への留学中にそうした思想に親しみ、カンボジア人の間に存在したベトナム人への長い服従に対する反感にも影響されていた。また、タ・モクのような元僧侶も幹部に少なくなかったために、カンボジアなどの南方仏教に受け継がれた原始仏教に由来する禁欲主義も影響を与えたという見方もある。彼らは政権を握るや、カンボジアの社会にかつて思い描かれた原始共産制への移行を試みた。党中央が毛沢東思想に染まっていく上では中国共産党の康生の薫陶によるところが大きく、康生はポル・ポトを「毛沢東思想のもっとも忠実な実践者」と賞賛した。

## 年譜
- 1945年
  - 11月 インドシナ共産党が偽装解党し、ベトナム独立同盟会（ベトミン）に合流。
- 1951年
  - 2月 インドシナ共産党第2回党大会において党組織が再建され、ベトナム・ラオス・カンボジアに組織を分割することを決定。ベトナム労働党が発足。
  - 6月28日 クメール人民革命党結成準備委員会を樹立[19]。
  - 9月30日 秘密政党「クメール人民革命党」を結成。委員長にソン・ゴク・ミン（英語版）[20]。
- 1960年
  - 9月 第2回党大会を開催[注 1][21]。「カンボジア労働者党」に改称[21]。党書記にトゥー・サムート（英語版）、副書記にヌオン・チア、中央委員会常任委員にポル・ポト、中央委員にモーン（Moong）[注 2][21]、イエン・サリ、ケオ・メアス、ソン・ゴク・ミン、ソー・ピムを任命、中央委員候補としてプラシト（Prasith）とノン・スオンを選出[21][注 3]。ポル・ポト自身は、1961年にヌオン・チアに代わって副書記に選出されたと主張している[23]。

- 1961年
  - アメリカの情報によれば、この年、イエン・サリは消滅した旧クメール・イサラク連合の細胞を再組織化するために辺境部を回っていたようである[23]。同時に「秘密防衛部隊」のネットワークを組織したらしい。メンバーは幹部の警護が役目の若者で構成された[23]。7月、秘密組織「共産党婦人同盟」が作られ、キュー・ポナリーが議長に就任する[23]。
- 1962年
  - 2月 秘密組織「民主カンプチア青年同盟」（Sampoan Yuvachon Kampuchea Pracheathipateiy）が組織される[23]。
  - 7月 党書記トゥー・サムートが暗殺される[注 4][21]。
- 1963年
  - 2月20、21日 第3回党大会[注 5][注 6]をプノンペンで開く[注 7][27][注 8]。書記にはポル・ポトとソー・ピムが立候補したが、説得されたソー・ピムは立候補を取り下げ、ポル・ポトが党書記に就任した。副書記にヌオン・チア、中央常任委員にイエン・サリ、ソー・ピム、ボン・ベト、中央委員にモーン、プラシト、ムオル・サンバット（Moul Sambath）、タ・モク、プオン（Phuong）、ソン・セン、ソン・ゴク・ミンを選出[28]。
- 1966年
  - ポル・ポトの中国からの帰国後、1920年代のパリで鄧小平が発行していた機関紙を真似て、地下新聞「赤い光」（Reaksmei Krahom）、「赤旗」（Tung Krahom）の発行を始める[21][29]。
  - 9月 党名を「カンボジア労働者党」から「カンボジア共産党」へ改称[29][30]。
- 1967年 武装闘争開始。
- 1968年
  - 1月20日 国王ノロドム・シハヌークがカンボジア共産党への闘争を宣言。
- 1970年
  - 3月18日 ロン・ノルによるクーデター。王制廃止。
  - 4月23日 シハヌークとカンボジア民族統一戦線を結成で合意、5月4日に北京で結成。
  - 5月5日 カンプチア王国民族連合政府（亡命政府）を北京で結成。
- 1971年
  - 時期不明（6-9月?） 党大会開催。60人あまりの代表が出席し、新しい党規約と「カンプチア共産党」の名前を承認。30人の中央委員会メンバーを選出[31]。
- 1975年
  - 4月17日 カンボジア民族統一戦線がプノンペン占領、クメール共和国崩壊。
- 1976年
  - 1月5日 新憲法を発布。国名を民主カンプチアと改名。
  - 1月 党大会を開催。新しい党規約を採択[32]。
  - 4月 ポル・ポトを首相に選出し、非共産党の政府指導者を排除。
- 1977年
  - 9月末 カンボジア共産党の存在を公開[33]。
- 1978年
  - 11月1日・2日 党大会開催。ポル・ポト書記、ヌオン・チア副書記、タ・モク副書記、イエン・サリ、ボン・ベト、ソン・セン、コエ（コン・ソファル）を中央委員会常任委員会メンバーに選出[34]。大会に出席した元党幹部のインタビューによれば、ソン・センとコエは党常任委員候補であったとされる[35]。
  - 12月25日 ベトナム軍とカンボジア救国民族統一戦線（反ポル・ポト派）軍がカンボジア侵攻。
- 1979年
  - 1月7日 カンボジア救国民族統一戦線がプノンペン占領、ポル・ポト独裁政権崩壊。
  - 1月10日 カンプチア人民共和国成立。
  - 9月21日 国際連合総会で民主カンプチア政府をカンボジア代表にする決議が承認される（事実上の国家承認）。

## 民主カンプチア

### 原始共産主義社会の実験
クメール・ルージュは自らをオンカー（クメール語: អង្គការ、「組織」の意）、オンカー・パデワット（「革命組織」の意）と名乗り、国名を「カンボジア王国」から「民主カンプチア」に変更した。暗号名やコードネームが多用され、ポル・ポトは「ブラザー・ナンバー・ワン」と呼ばれ、政権第2位のヌオン・チアは「ブラザー・ナンバー・ツー」と呼ばれた。こうした中、農村での食糧生産はすでに大打撃を受けており、1975年4月にはUSAIDが「カンボジアの食糧危機回避には17.5万〜25万トンの米が必要である」と報告し、アメリカ国務省は「共産カンボジアは今後外国からの食糧援助が得られなくなるため100万人が飢餓にさらされることになるだろう」と予測していた。こうした事態の中、食糧増産を図ろうとしたオンカーはプノンペンなど都市の住民、資本家、技術者、知識人などから一切の財産・身分を剥奪し、農村に強制移住させ、都市をゴーストタウンにした。学校、病院、工場も閉鎖し、銀行業務どころか貨幣そのものを廃止し、私有財産と宗教を禁止し、都市文明を否定した。オンカーはポル・ポトが原始社会（原始共産制）の理想的な自給自足の生活を営んでいると考えたカンボジアの山岳先住民族を範とする極端な重農主義・農本主義を強行した。これは世界各地で動員が繰り返されてきた20世紀の歴史から見ても例のない社会実験だったとされる。

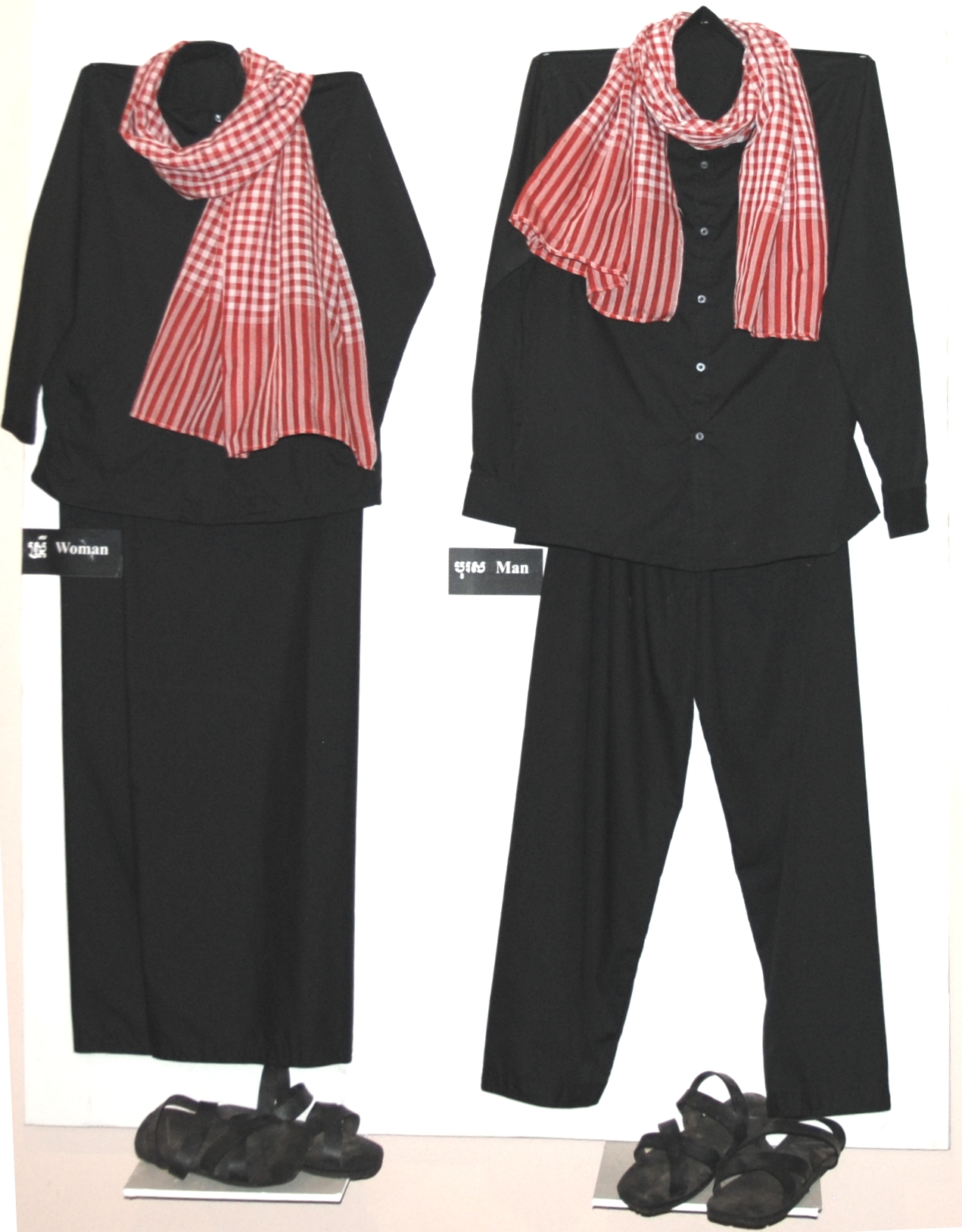
民主カンプチア時代の人民服

民主カンプチアでは中国の人民服のように黒い農民服が人民の服装となり、集団農場で農業に従事させられた。強制労働により運河やダムなどの灌漑施設、総延長1万5000キロもの巨大な水路が手作業で建設された。民主カンプチアの人民は「新人民」と「旧人民」に区分され、プノンペン陥落後に都市から強制移住させられた新参者の「新人民」は絶えず反革命の嫌疑をかけられる一方で長期間オンカーの構成員だった「旧人民」は1976年まで共同体で配給を受け、自ら食料を栽培できた。親から引き離して集団生活をさせられ、幼少期からオンカーへの奉仕を強いられた10代前半の無垢な子供は重用されるようになり、国内には子供の医者までもが現れて人材は払底を極めた。伝統的な家族の形態を解体する一方でオンカーの許可がない自由恋愛や結婚も禁止された。

### 大量粛清

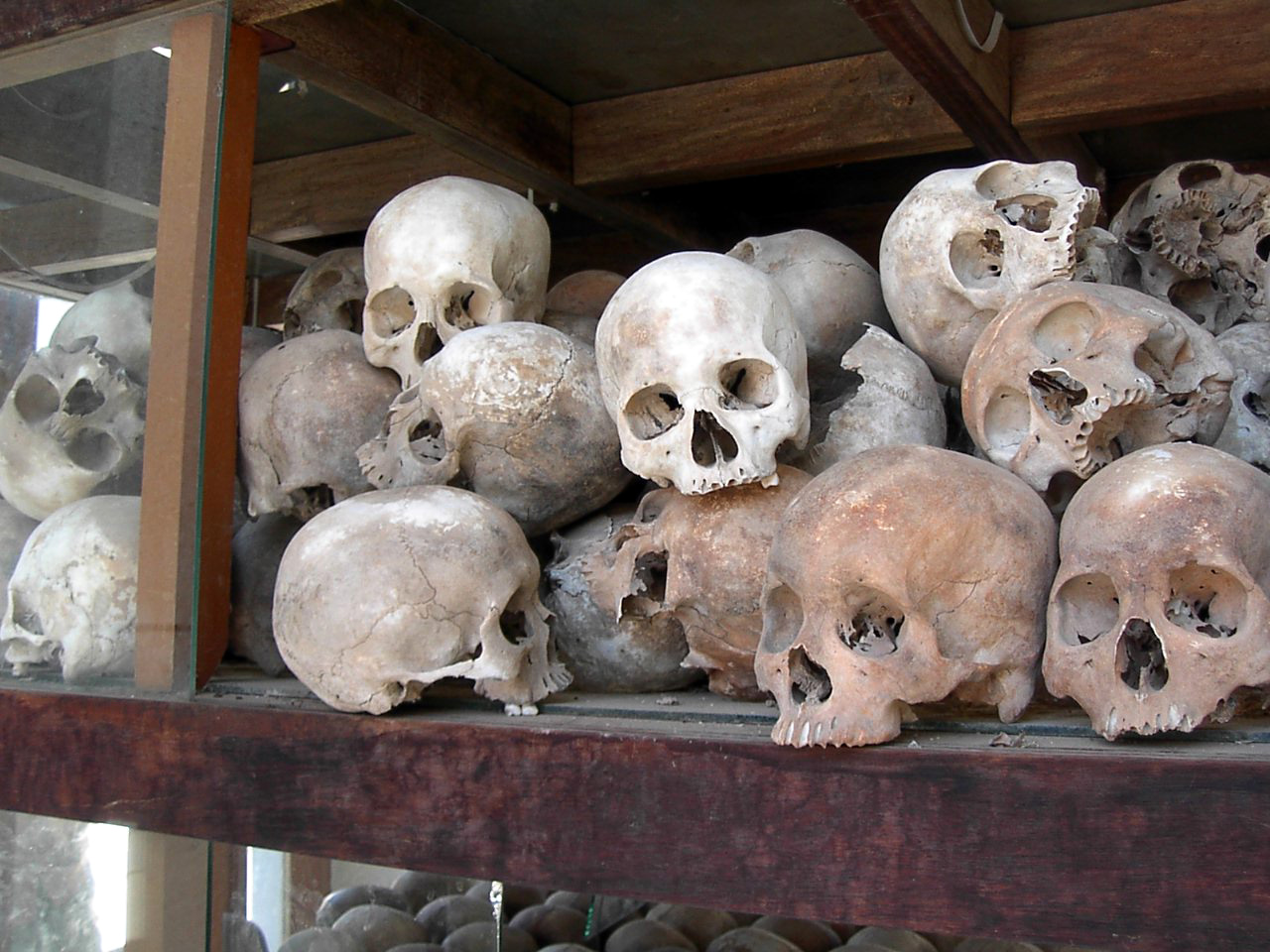
クメール・ルージュ犠牲者

1975年4月のプノンペン陥落をもって無から始まる新しい時代として破壊の限りが尽くされたことからポル・ポト政権の時代はゼロ年（クメール語: ឆ្នាំសូន្យ, ラテン文字転写: chhnam saun）と呼称された。カンボジア各地にはキリング・フィールドと呼ばれる大量殺戮のための刑場が作られた。ポル・ポトや強制収容所の所長だったカン・ケク・イウらオンカーの幹部の多くは高学歴でインテリ出身であったが、高度な知識や教養はポル・ポトの愚民政策の邪魔になることから眼鏡をかけている者（ポル・ポトの右腕ソン・センは眼鏡をかけていたにもかかわらず）、文字を読もうとした者、時計が読める者など、少しでも学識がありそうな者は片っ端から粛清の名目で殺害しており、この政策は歴史的にも反知性主義の最も極端な例とされる。病人・高齢者・妊婦などの弱者に対しても、オンカーは全く配慮しなかった。音楽などの娯楽も否定され、国民的歌手のシン・シサモット、ロ・セレイソティア、ヨー・オウラーラングら音楽家、革命が成功したことを知って国の発展のためにと海外から帰国した留学生、資本家、旧政権関係者も殺害され、伝統文化の継承者も大量虐殺して文化浄化を行った。また、オンカーは「クメール・ルージュ」の俗称の通りクメール民族至上主義的であり、原住民ではない入植者としてベトナム系や中国系などの非クメール人は積極的に民族浄化の対象となった。ポル・ポト政権時代の華人と華僑の犠牲者は東南アジア史上最大規模とされ、当初は42万人いた中国系も20万人に減ったが、ポル・ポトを支援した中華人民共和国はこれを無視した。
オンカーによって殺害された人数は、様々な立場で検討されている。ヘン・サムリン政権は330万人が死亡したと主張した。CIAは5万から10万人がオンカーによって殺害されたと推測したが、これには飢餓による死者数を含まない。アメリカ国務省、アムネスティ・インターナショナル、イェール大学のカンボジア人大量虐殺研究プロジェクトの3者は、120万人、140万人および170万人とそれぞれ推計している。これらの機関は内戦時代の爆撃や戦闘による死者数については数字を出していない。
フィンランド政府の調査団は、ポル・ポト政権以前の死者（戦闘・爆撃による）を60万人、ポル・ポト政権以後の死者を100万人としている。カンボジアでは1962年を最後に国勢調査が行われておらず、内戦時代には大量の死者および国内難民が発生しており1975年までの正確な人口動態が掴めていないために、こうした諸推計にも大きな開きが出ている。
オンカー支配下のカンボジアに残留した日本人女性は7名いたが、そのうち5名は死亡または行方不明。内藤泰子と細川美智子の2名は生き残り、1979年にベトナム経由で帰国した。

## 没落
1978年5月にはポル・ポトへの反逆が疑われた東部軍管区のオンカーがポル・ポト配下の南西部オンカーの攻撃を受け、東部地域の将兵が大量に処刑されるという事態が起きた（五月決起）。その結果ベトナム領には東部地区から十数万人の避難民が流入した。数年間の国境紛争およびベトナムへの大量の難民流入の結果、カンボジアとベトナムの関係は戦争寸前まで悪化した。オンカーは同年の4月にベトナムに侵入し、バ・チューク村の住民のほとんどを虐殺していた。
同年12月25日、ベトナム軍は10個師団の兵力を国境に集め、カンボジアからの避難民から組織されたカンプチア救国民族統一戦線 (KNUFNS) を先頭にカンボジアに侵攻した（カンボジア・ベトナム戦争の発生）。
ベトナム軍は「カンボジアをクメール・ルージュの魔手から解放しようとしているKNUFNSを後方から支援しているだけ」という立場を取っており、「ベトナム正規軍はカンボジアにいない」と言い張っていたが事実は異なっていた。3年前まで続いたベトナム戦争を戦い抜き、実戦経験が豊富な将兵に事欠かず、装備の点でも優れるベトナム軍は粛清による混乱で脆弱となっていたオンカーの抵抗を難なく排し、驚異的な進軍速度でカンボジア領内を進み、わずか半月でプノンペンを占領、1979年1月7日にポル・ポト政権を追放した。
当時ベトナムに亡命した東部地区の軍民は、ベトナム軍による政権奪取後はヘン・サムリン政権の中心的基盤を形成した。西へ退いたオンカーはタイの支援を受け、ルビーと材木の密輸による資金で長年タイ国境付近の領域を支配し続けた。1985年にはキュー・サムファンが公式にオンカーのリーダーとしてポル・ポトを継いだ。
ベトナム軍のカンボジア侵攻に関してソ連は一貫してベトナムを支持する一方、中国は一貫してカンボジア（オンカー）を支持し、この対立は中越戦争で火を噴くことになった。すなわち、オンカーとベトナムの対立は、中ソ対立の代理戦争の様相を呈していたのである。ベトナム戦争後も国交のないベトナムをソ連の手先であるとして敵視したアメリカとその同盟国群であるASEANや日本をはじめとする西側諸国はオンカーの国連でのカンボジア代表権を支持・承認した。また、軍事的にもアメリカがオンカーを支援した疑惑もあった。イギリスはオンカーへの支援を当初は否定していたが、後にイギリス陸軍特殊空挺部隊（SAS）がオンカーへの訓練を行っていたことを認めている。ASEAN諸国のなかでもシンガポールはAK-47、手榴弾、弾薬、通信機器をクメール・ルージュに提供したことをリー・クアンユー首相が回顧録で述べている。このため、1980年代末に東西冷戦が終結するまで、オンカーによるジェノサイドなどの暴挙は国際的非難を免れることとなった。
オンカーはバタンバン州のパイリンなどを拠点とし、タイの黙認のもとルビーや材木を密貿易により売却し続け、1980年代を通じ、地域一体で資金に裏付けられた支配力は維持された。東西冷戦終結後の1991年、全てのカンボジアの政治勢力は、選挙と武装解除を行う条約に調印した。しかし、オンカーは1993年に国際連合カンボジア暫定統治機構（UNTAC）が実施した1993年カンボジア総選挙を拒絶して戦闘を継続させ、日本人の選挙監視員として活動していた中田厚仁や高田晴行の殺害はオンカーの犯行とされた。
1996年にナンバー2のイエン・サリを含む多量離脱があり、残された兵士は半数の約4000人だった。1997年の党派の争いはオンカー自身によるポル・ポトの監禁および裁判に結びついた。ポル・ポトは裁判で終身刑を宣告され、翌1998年4月15日に死去した。1998年12月にキュー・サムファンが投降した。1998年12月29日、オンカーの残りのリーダーは1970年代の大量殺戮に対して謝罪した。1999年までに、大半のメンバーは投降あるいは拘束された。

## カンボジア特別法廷
自国民大虐殺、人道に対する罪などで元指導者達を裁く裁判（クメール・ルージュ裁判）は、国連をはじめとする国際社会の働きかけがある一方で、2006年7月3日に開始されるまで引き延ばされてきた。この間、ポル・ポトが1998年に、元軍参謀長・最高司令官のタ・モクが2006年に死去するなどし、また存命している元指導者の高齢化も進みつつある。若いカンボジア人の多くは、30年近く前に起きた暗黒の歴史に対して無知である。
起訴、審理ともにカンボジア人と外国人の司法官が共同で行うが、旧ユーゴスラビア国際戦犯法廷などとは違って、当事者による裁判官の指名を認めるなど、「国際水準なみの国内法廷」という独特の法廷に関する国連の関与は限定されている。二審制であり、最高刑は終身刑である。日本は、運営予算5600万ドルのうち2160万ドルを拠出している。
訴追対象者は、ヌオン・チア元人民代表議会議長やイエン・サリ元副首相ら5-10人の元最高幹部らが訴追される可能性が高いとされている。しかし、オンカーから転向したフン・セン政権はこれらの訴追対象者と司法取引を行い恩赦を与えているなど、この訴追に消極的であることが批判を受けている。
訴追対象者も「自分は虐殺はしていない」などと強弁し、イエン・サリの妻イエン・チリトに至っては検察官に暴言を吐くなど、自らの罪の意識とそれに対する反省の色が見られなかった。
2010年7月26日、元トゥール・スレン収容所所長のカン・ケク・イウに対して一審では禁錮35年（求刑禁錮40年）判決を言い渡したが、2012年2月3日の上訴審判決で一審の禁錮35年を破棄して最高刑の終身刑を言い渡した。